# Tiemongo Soro
Tiemongo Soro est une lutteuse ivoirienne.

## Carrière
Tiemongo concourt dans la catégorie des moins de 53 kg puis dans celle des moins de 50 kg. Elle a remporté dans les épreuves de lutte africaine féminine des Jeux de la Francophonie de 2017 à Abidjan la médaille d'argent par équipes ainsi que la médaille de bronze dans la catégorie des moins de 50 kg,.
Elle a été classée cinquième au Championnat d'Afrique de Lutte en 2018 dans la catégorie des moins de 53 kg.